# Hélène Vagliano
Hélène Vagliano est une résistante grecque vivant à Cannes, membre du réseau Tartane-Masséna, née le 3 juillet 1909 à Paris et morte le 15 août 1944 assassinée par la Gestapo au lieu-dit l'Ariane à Nice.

## Biographie
Hélène Vagliano (grec moderne : Ελένη Βαλλιάνου, Eleni Vallianou) naît à Paris le 3 juillet 1909. Elle est la fille de Marino (1882-1959) et Danaé (1886-1958) Vagliano, héritiers de la dynastie des Vallianos (el) (grec moderne : Βαλλιάνος, Vallianos, romanisé en Vagliano), marchands, armateurs, banquiers et philanthropes grecs originaires de Céphalonie. Marino et Danaé se marient le 11 juillet 1907 en la cathédrale Sainte-Sophie de Londres et vivent 24 avenue Victor-Hugo, dans le 16e arrondissement de Paris. Elle a deux frères : Stefano (Stephen) (1908-1987) et Francis (1911-2007). Sa famille s'installe ensuite à Ascot en Angleterre où se trouve une partie importante de la diaspora grecque : Panagis Vallianos (el) (1814–1902) est inhumé dans le mausolée de la famille, inspiré de la tour des Vents, au cimetière de West Norwood à Londres. Hélène est élève de la St. George's School, Ascot où elle est pensionnaire de 1924 jusqu'en 1927 et où elle est réputée pour son sens de l'humour et son éclectisme : élève modèle, elle est préfète (en) mais aussi musicienne (elle joue du piano) et sportive (elle est gardien de but dans l'équipe de crosse),.
À la fin de ses études elle rejoint ses parents installées depuis 3 ans villa Champfleuri dans le quartier de la Californie à Cannes où Danaé crée le parc et les jardins protégés depuis 1990 au titre des Monuments historiques. Le sport est une tradition familiale : le père d'Hélène est président du Golf Club de Cannes-Mandelieu, le cousin de  son père André Marino et sa petite-cousine Lally sont des champions internationaux de golf et Hélène elle-même fait du ski, de l'alpinisme, du hors-bord et organise des « courses haletantes de tortues » comme elle en informe ses anciennes camarades dans le magazine de l'école. Elle a aussi des activités plus civiques comme le scoutisme, la traduction en Braille d'articles pour les périodiques destinés aux aveugles ou la participation aux actions caritatives de la communauté britannique de Cannes, notamment auprès des jeunes enfants,.

La famille Vagliano dans le monde
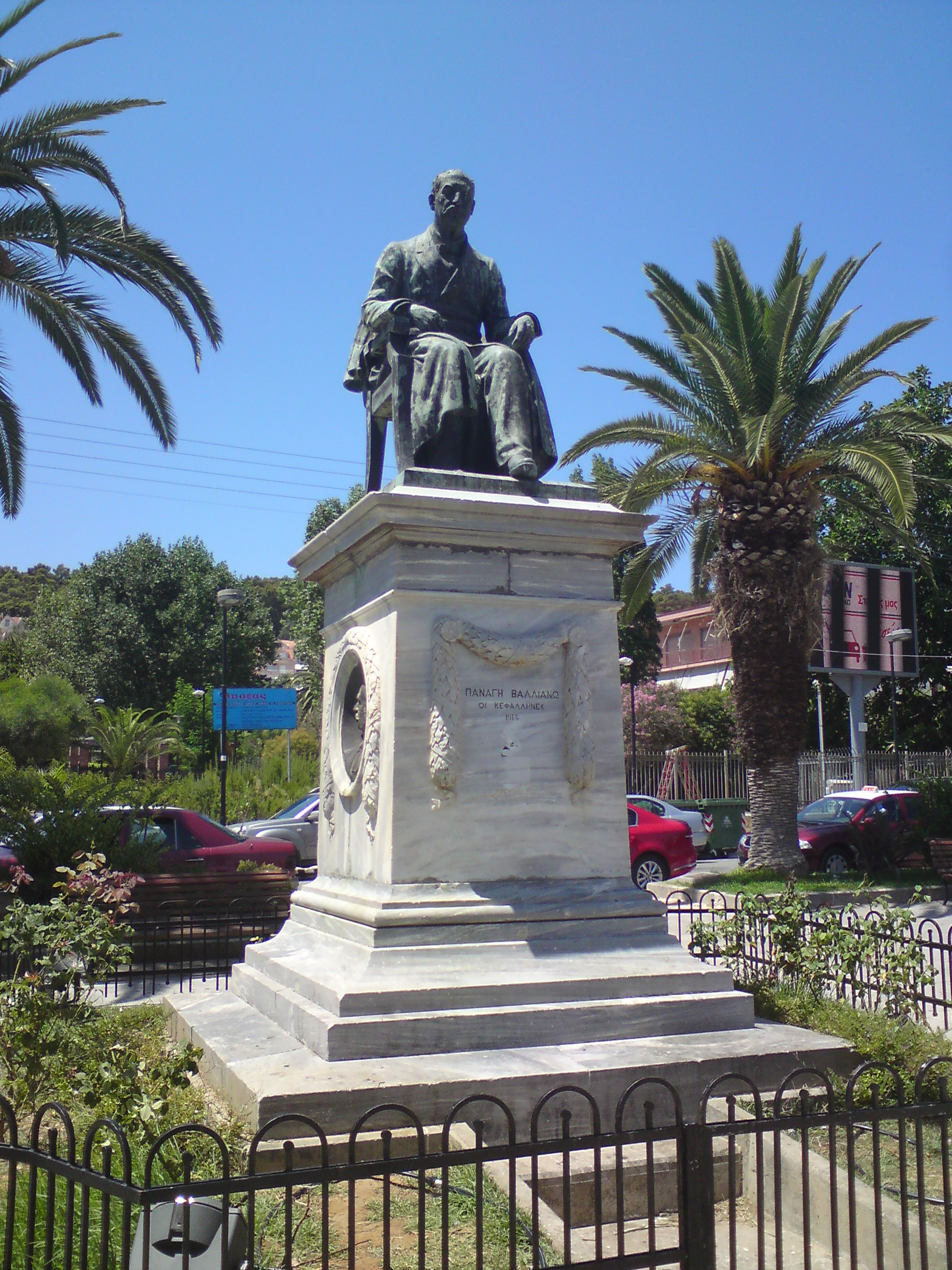
Statue de Panagis Vallianos (el) à Argostóli (Céphalonie).
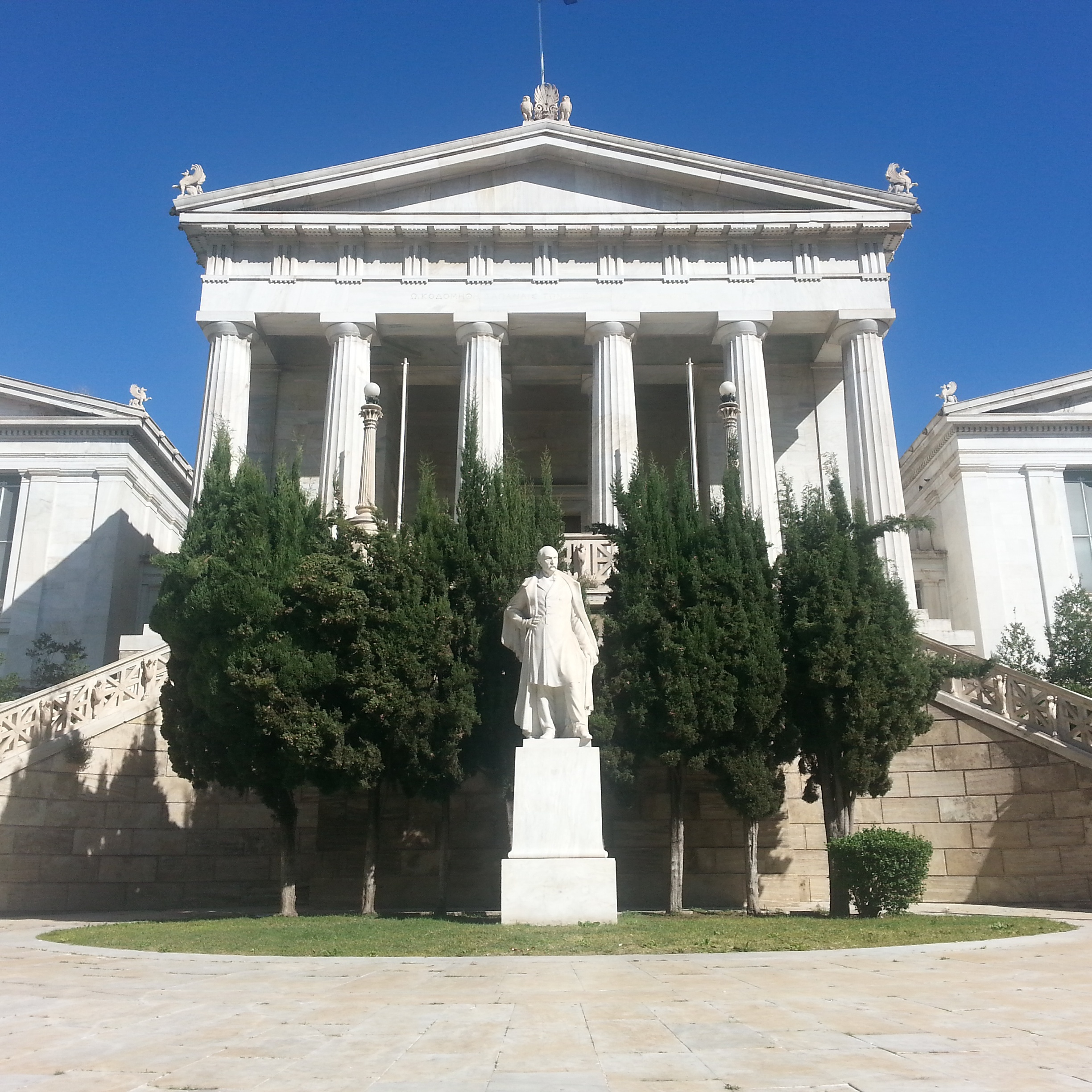
Statue de Panagis Vallianos, bienfaiteur de la Bibliothèque nationale de Grèce (Athènes).
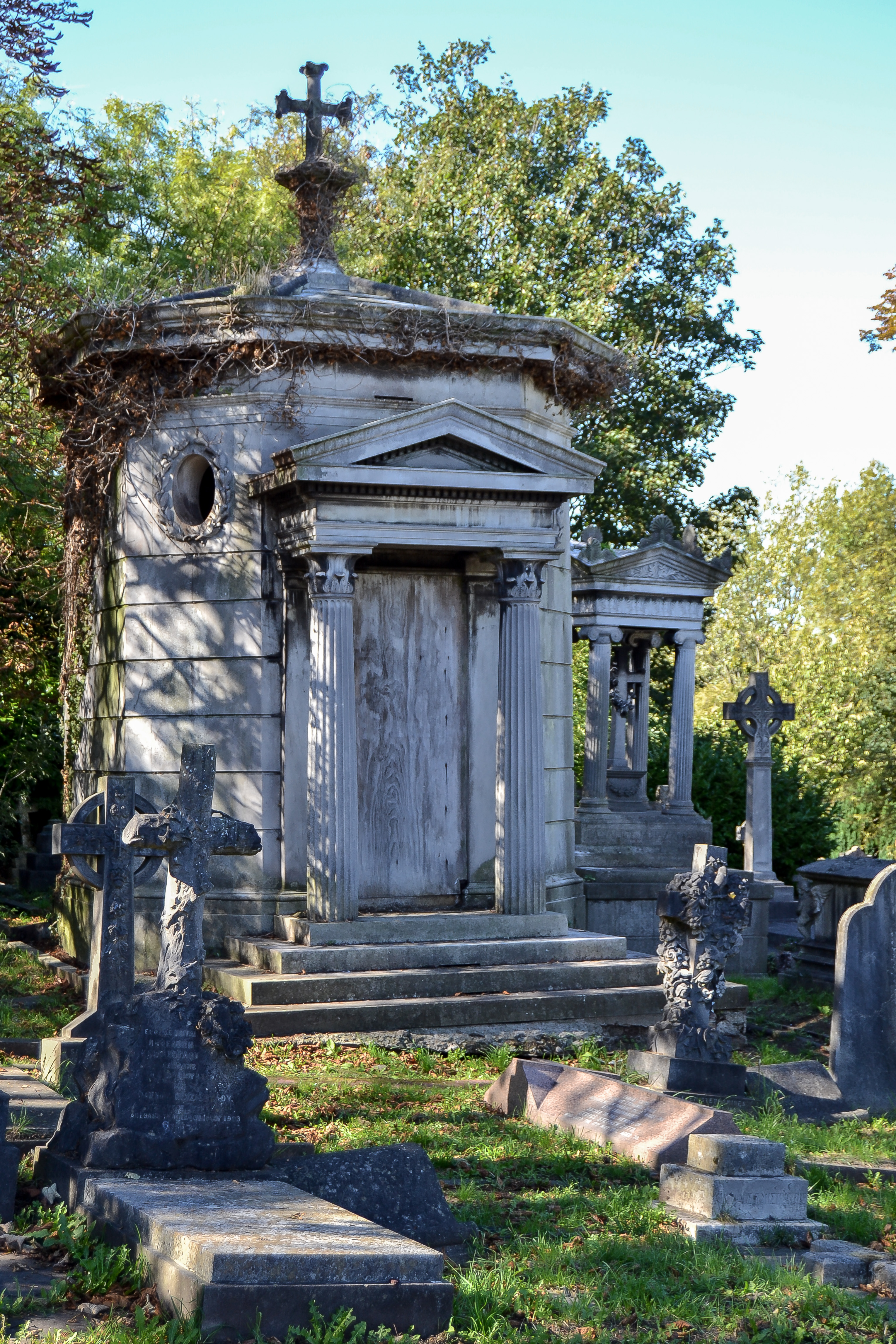
Mausolée de la famille Vagliano au cimetière de West Norwood (Londres).
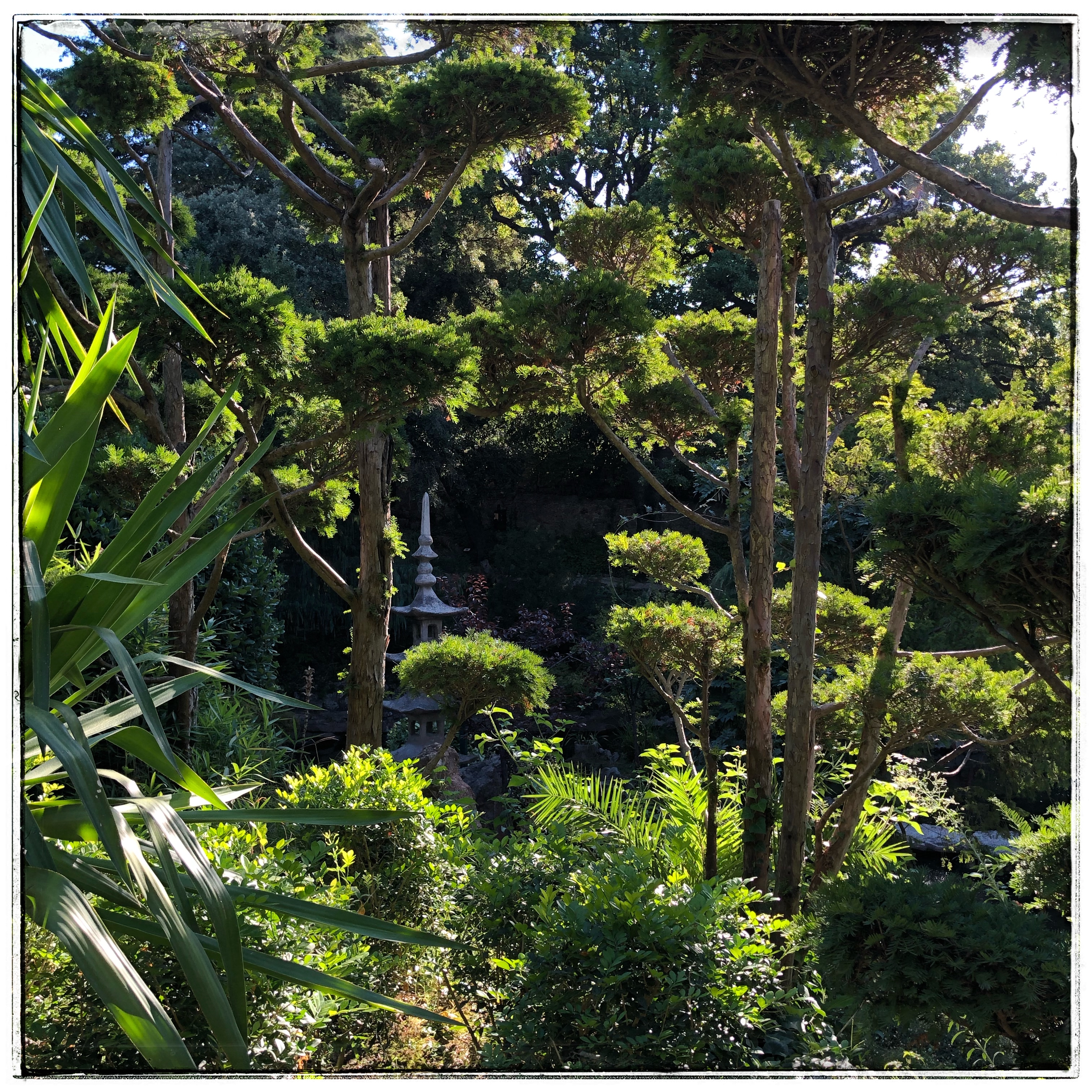
Végétation dans le parc de la Villa Champfleuri créé par Danaé Vagliano (Cannes).

Dès le début de la Seconde Guerre mondiale, elle participe à l'organisation et au fonctionnement de la Cantine militaire de la gare de Cannes qui ravitaille les soldats partant défendre la frontière entre la France et l'Italie. L'un de ses frères est prisonnier de guerre. À la création en 1942 du Centre d'entr'aide (CEA) pour les prisonniers de guerre rue Teisseire, Hélène Vagliano prend en charge à titre bénévole le service d'aide aux familles. Elle est dès 1941 recrutée, sous le nom de code de Veilleuse, comme agent de renseignements sur les activités de l'ennemi et responsable d'un poste émetteur, dans la section cannoise du réseau Tartane-Masséna rattaché au réseau Phratrie du Bureau central de renseignements et d'action et s'occupe également des passages en Espagne et en Afrique du Nord, de  cacher des personnes en danger et de mettre des enfants à l'abri.
Trahie et dénoncée par une bénévole du centre d'entraide dont elle avait aidé le fils à quitter la France, elle est arrêtée par les miliciens de la Légion des volontaires français contre le bolchevisme le 29 juillet 1944 au siège du CEA avec d'autres camarades qui sont relâchés au bout de quinze jours. Elle est conduite à la villa Montfleury, siège de la Gestapo à Cannes, où elle est interrogée et frappée pendant deux jours et deux nuits. Face à son mutisme elle est transférée à la prison de Grasse où les méthodes sont plus brutales encore : elle est  marquée au fer rouge sur le visage et sur tout le corps mais refuse toujours de parler. Elle est conduite le 1er août à la villa Trianon, siège de la Gestapo dans le quartier Cimiez à Nice, puis incarcérée dans les caves des Nouvelles-Prisons où l'interrogatoire violent se poursuit quotidiennement. Ses parents sont arrêtés et transférés en même temps qu'elle. Ils sont également interrogés et frappés et on les fait assister à son calvaire dans l'objectif de la faire parler. Le 6 août elle signe, contre l'assurance de leur libération, une déposition déchargeant ses parents de toute responsabilité mais l'accablant complètement sans pour autant livrer aucun véritable nom ni aucune véritable adresse. Elle a le temps de souffler à sa mère avant leur libération : « Je vais les envoyer partout en France, à la recherche de gens qui n'existent pas ». Le 13 août elle réussit à leur faire parvenir une lettre les prévenant que la Gestapo envisage de les reprendre et une autre à son chef de réseau l'assurant qu'elle ne parlera jamais.

Au matin du 15 août elle reprend espoir en entendant l'annonce du débarquement de Provence. Le même jour à 15 heures elle est conduite en camion avec 23 autres prisonniers, dont elle soutient le moral jusqu'à la fin, au lieu-dit l'Ariane où ils sont abattus par trois rafales de mitraillette et achevés par une balle dans la nuque. Le maréchal Montgomery adresse à sa mère une lettre en ces termes : 
« Your daugter laid down life so that Europe might be free. »
 Son corps est ramené à Cannes fin septembre 1944. Ses funérailles rassemblent une foule considérable saluant son cercueil revêtu du drapeau tricolore. Elle est inhumée dans la crypte de l'église Saint-Michel-Archange de Cannes,,. Son nom est cité dans le Carré des fusillés de l'Ariane de Nice et sur le monument aux morts de Cannes. Il est donné à une école et à une rue de sa ville. Une plaque commémorative est apposée à St. George's School, Ascot. Elle est nommée à titre posthume Chevalier de la Légion d'Honneur, décorée de la médaille de la Résistance française et de la croix de guerre avec palme. Son nom est suivi à l'état civil de la mention « morte pour la France ». Elle est également décorée par le régent du royaume de Grèce, de la croix d'or avec glaives de l'Ordre de Georges Ier.

Mémoire d'Hélène Vagliano
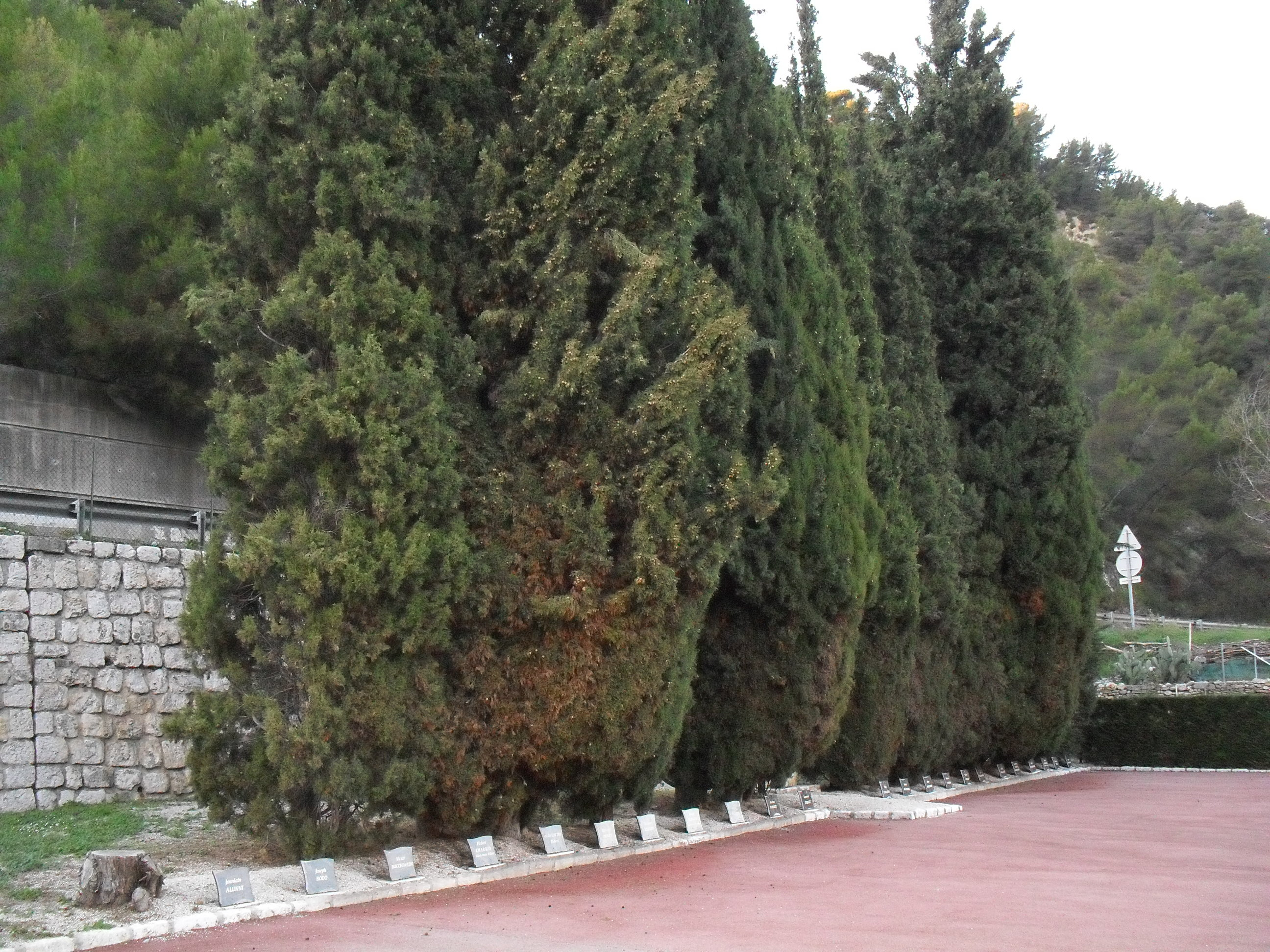
Carré des fusillés de l'Ariane (Nice).
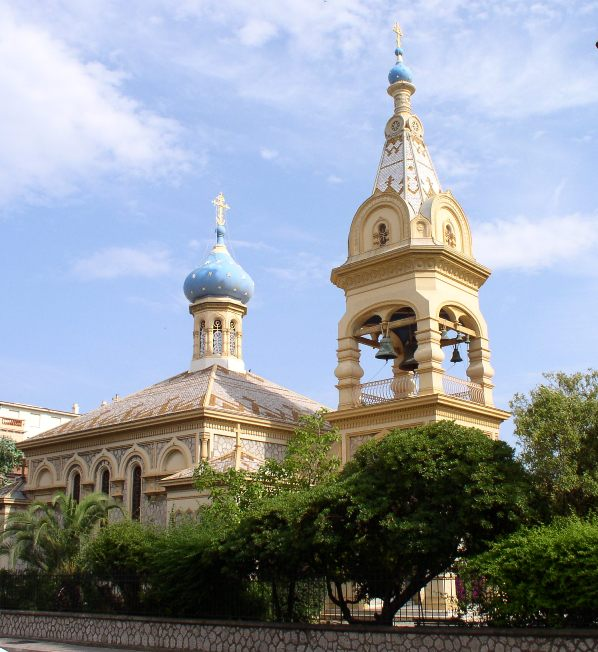
Crypte de l'église Saint-Michel-Archange de Cannes.
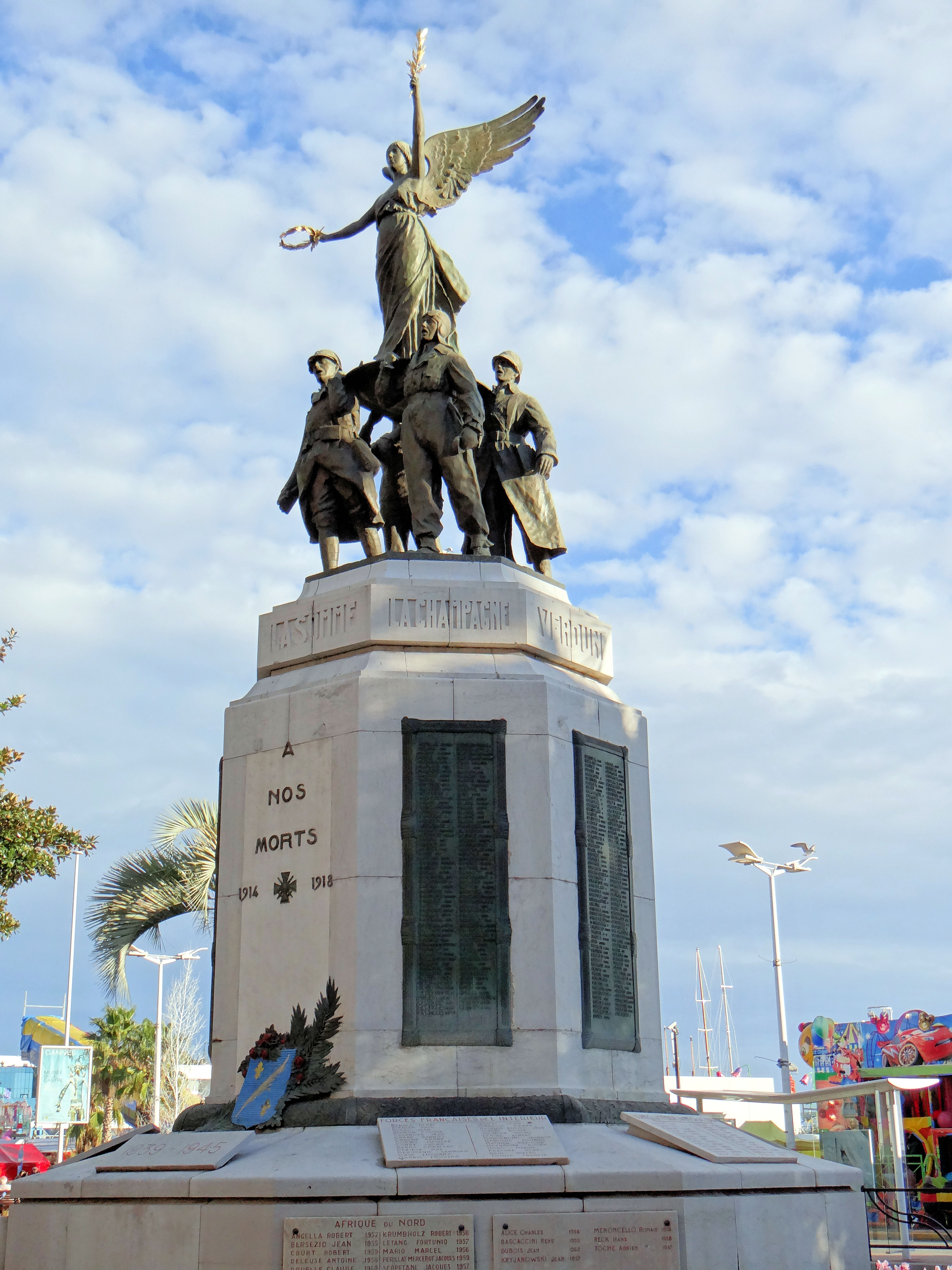
Monument aux morts de Cannes.

« Jeune fille d'une très haute élévation morale et d'un patriotisme ardent, a pendant plus de deux ans donné tout son temps et toutes ses forces au service du pays. D'un dévouement sans bornes et d'un courage tenace et réfléchi, a rempli en territoire occupé par l'ennemi un nombre incalculable de missions dangereuses, assurant des passages de Français en Espagne, cachant fréquemment chez elle des agents des armées alliées et fournissant régulièrement un courrier important de renseignements sur l'ennemi. 
Arrêtée par la Gestapo vingt jours avant le débarquement allié en méditerranée, torturée quotidiennement pendant quinze jours a eu devant ses bourreaux et en dépit des souffrances atroces qui lui étaient infligées, une conduite digne des plus beaux éloges. 
Fusillée le 15 août 1944 dans l'après-midi, est morte en héroïne soutenant jusqu'au bout le moral de ses camarades par son attitude courageuse devant la mort. »

— De Gaulle, président du gouvernement provisoire de la République française, Décret du 26 mars 1945 portant nomination d'Hélène Vagliano de la Direction générale ses études et recherches dans l'Ordre national de la Légion d'honneur au grade de Chevalier à titre posthume,,

## Décorations
Hélène Vagliano est récipiendaire, à titre posthume, des décorations suivantes :
- Chevalier de la Légion d'honneur
- Croix de guerre 1939–1945, palme de bronze
- Médaille de la Résistance française (décret du 6 septembre 1945)
- Croix d'or avec glaives de l'ordre de Georges Ier (Grèce)

## Famille
L'arbre ci-après retrace la généalogie de la famille Vagliano dans laquelle s'inscrivent la saga des trois frères Marino (el), Panagis (el) et Andreas (el), fondateurs de la compagnie maritime,,, la famille d'Hélène Vagliano descendant de Marino, celle d'André Marino, champion de golf et de ses filles Dorothée (Lally), championne de golf, et Sonia, membre du corps des Volontaires françaises également décorée de la Légion d'honneur et auteur des Demoiselles de Gaulle, descendant d'Andreas.
- Athanasios Vallianos (Kerameies (el), 1775 - Kerameies, 1842) qui épouse Kerasia. Ils ont six enfants :
  - Metaxa (Kerameies, 1798 - ?) qui épouse Rubina Theotokis Kambitzis. Ils ont cinq enfants :
    - Athanase (? - ?),
    - Stamoula (1839 - ?),
    - Elegko (? - 1839),
    - Diamantina (1842 - ?),
    - Royaume (1847 - 1906).

  - Spyridon (Kerameies, 1802 - Kerameies, 1892) qui épouse Eleni Sourvanou). Ils ont cinq enfants :
    - Marino (? - ?),
    - Michel (1857 - 1939),
    - Athanase (1865 - 1929),
    - Christoforos (1870 - 1925) (reste s'occuper des domaines à Céphalonie) qui épouse une fille Destounis. Ils ont cinq filles :
      - Ekaterini, elle a quatre filles,
      - Olympia,
      - Maria, qui décède jeune, sans enfant,
      - Keraso, elle a trois enfants :
        - Dimitri,
        - Irène Matiatos Facon,
        - Christoforos,

      - Sophie, qui décède sans descendance,

    - et une fille qui épouse un fils de la famille Kamilos. Lorsque les enfants deviennent majeurs, la famille s'installe à Athènes.

  - Marino (el) (Kerameies, 1808 - Taganrog, 1896) qui épouse Maria Crassa (1818 - 1894). Premier des trois frères de la saga. Ils ont trois enfants :
    - Alcibiade (1851 - 1924). Son oncle Panagis l'emmène avec lui à Londres,
    - Athanasios (Taganrog, 1854 - Paris, 1936) qui épouse en 1881 Ekaterini Ralli (Constantinople, 1861 - Cannes, 1941). Ils ont quatre enfants :
      - Marino (1882 - 1959) qui épouse sa cousine germaine, Danaé, fille de son oncle Vassilis. Ils ont trois enfants :
        - Stefano (Paris, 1908 - Suisse, 1987),
        - Eleni (Hélène) (Paris, 1909 - Nice, 1944),
        - Francis (Paris, 1911 - Suisse, 2007).

      - Stefanos (? - ?),
      - Andreas (? - ?) (mort sans enfant),
      - Maria (? - ?) qui épouse le comte Henri de Kersaint. Ils ont de nombreux enfants et petits-enfants.

    - Vassilis (? - 1912) qui épouse Orange. Ils n'ont qu'une fille :
      - Danae (1886 - 1958).

  - Panagis (el) (Kerameies, 1814 - Londres, 1902), meurt sans enfant et une grande partie de ses biens revient à son neveu, Athanasios. Deuxième des trois frères de la saga.
  - Nikolaos (Kerameies, 1819 - Kerameies, 1919) qui épouse Anthymia. Ils n'ont pas d'enfants.
  - Andreas (el) (Kéramies, 1827 - Marseille, 1887) qui épouse Ephrosyne Mela. Troisième des trois frères de la saga. Ils ont dix enfants :
    - Marino (Constantinople, 1851 - Paris, 1928),
      - André Marino (Marseille, 1896 - Paris, 1971), champion de golf, qui épouse en 1920 à New York l'Américaine Barbara Allen. Ils ont trois enfants :
        - Dorothée (Lally) Segard (Paris, 1921 - Paris, 2018), championne de golf, vicomtesse de Saint-Sauveur puis épouse de Patrick Segard en 1970
        - Sonia (Paris, 1922 - Lisieux, 2002), épouse de Philippe Eloy,
        - Alexander (Paris, 1927 - Norfolk, 2003).

    - Eleni (Constantinople, 1854 - Athènes, 1927), épouse de Menelaus Negrepontis de Chios,
    - Ekaterini (Constantinople, 1858 - Athènes, 1951), épouse du marchand de Céphalonie Nikolaos Kouppas,
    - Aspasia (Constantinople, 1859 - Athènes, 1953), épouse du banquier Athanasios Moutsopoulos,
    - Alexandros (Constantinople, 1864 - Marseille, 1890),
    - Maria (Constantinople, 1867 - Athènes, 1957), épouse du diplomate et homme politique de Céphalonie Athos Romanos,
    - Sophia (Marseille, 1870 - Marseille, 1898), épouse de l'armateur mykonien Ioannis Abanopoulos,
    - Christoforos (Marseille, 1872 - Paris, 1954),
    - Aggeliki (Marseille, 1875 - Marseille, 1923), épouse d'un descendant de la famille de Georges Zarifis.

Les trois frères de la « Saga Vagliano »
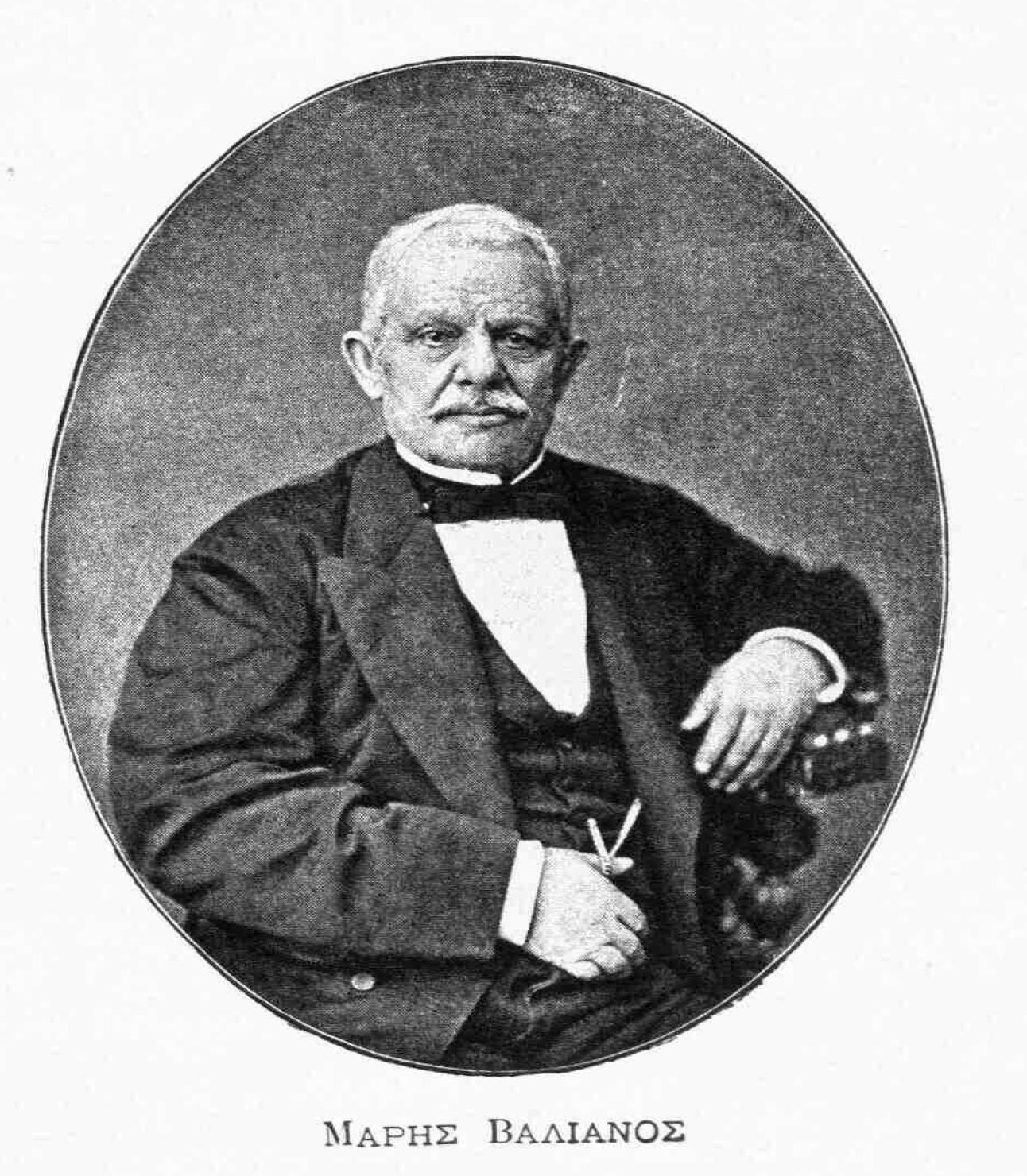
Marino (el) (1808, Kerameies (en) - 1896, Taganrog)
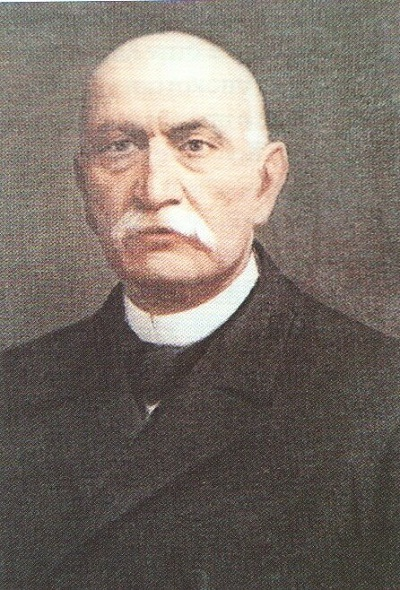
Panagis (el) (1814, Kerameies  - 1902, Londres)
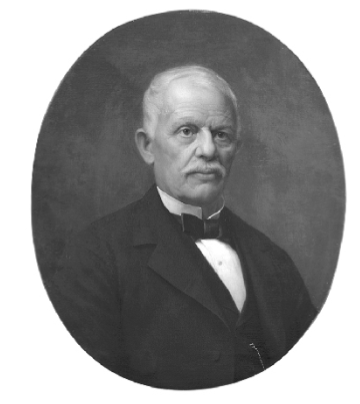
Andreas (el) (1827, Kérameies - 1887, Marseille)